# More Than Just a DJ
| Recensione | Giudizio |
| ---------- | -------- |
| AllMusic   | [ 1 ]    |

More Than Just a DJ è il quarto album del produttore hip hop statunitense DJ Kay Slay, pubblicato nel 2010 da E1 Music. Ospiti del disco, AZ, Raekwon, Ghostface Killah, Busta Rhymes, Remy Ma, M.O.P., Joell Ortiz, Rick Ross e Styles P.

## Tracce
1. Intro (featuring Busta Rhymes) – 2:12 – DJ Scratch
2. Men of Respect (featuring Tony Yayo, Papoose, Lloyd Banks, Jim Jones & Rell) – 4:53 – Amadeus
3. Bad Girls (featuring Jacki-O, Remy Ma, Hedonis da' Amazon & Ayanna Irish) – 3:46 – Street Radio
4. Blockstars (featuring Yo Gotti, Jim Jones, Busta Rhymes & Ray J) – 3:46 – Street Radio
5. Monster Music (featuring Cam'ron & Vado) – 3:44 – AraabMUZIK
6. Layed Out (featuring Bun B, Twista, Papoose, Dorrough, Young Chris & Jay Rock) – 4:21 – Tie Stick
7. Gangsta Shit (featuring OJ da Juiceman, Papoose & Yo Gotti) – 4:11 – Zaytoven
8. Straight Stuntin Magazine Photo Shoot (Skit) (featuring Bianca Simmone) – 1:46 – Tie Stick
9. Let's Ryde Together (featuring Trick-Trick, M.O.P., Trae & Tre Williams) – 4:38 – Street Radio
10. Thug Luv (featuring Maino, Papoose, Red Cafe & Ray J) – 3:58 – Statiq, Denaun Porter
11. Building with the God (Skit) (featuring Popa Wu) – 1:21
12. See the Light (featuring AZ, Raekwon & Ghostface Killah) – 3:40 – Sean C & LV
13. Hustle Game (featuring Bun B, Webbie, Lil Boosie & Nicole Wray) – 3:22 – The Alchemist
14. God Forgive Me (featuring Joell Ortiz, Jae Millz & Saigon) – 3:17 – Street Radio
15. Kay Slayed'em (featuring Uncle Murda, Mistah F.A.B. & Grafh) – 3:38 – Drew Correa
16. Make the Block Hot (featuring Nina B, Mike Beck, KI Grip, Lucky Don, GI & Nutso) – 4:37 – Drew Correa, Laurent "Slick" Cohen
17. You Heard of Us (featuring Sheek Louch, Styles P & Ray J) – 3:23 – Swiff D
18. Street Credibility (featuring San Quinn, Big Rich & Hood Stars) – 3:55 – Money Alwayz
19. Blockstars (Remix) (featuring Busta Rhymes, Sheek Louch, Rick Ross, Papoose, Cam'ron, Vado & Ray J) – 4:44 – Street Radio
20. Building with the God Pt. 2 (Outro) (featuring Popa Wu) – 1:34

## Classifiche settimanali
| Classifica (2010)         | Posizione massima |
| ------------------------- | ----------------- |
| Stati Uniti               | 133               |
| US Top R&B/Hip-Hop Albums | 29                |